# Beynost
Beynost je obec ve východní Francii v regionu Auvergne-Rhône-Alpes v departementu Ain. Žije zde  obyvatel. Leží asi 15 kilometrů od Lyonu v regionu zvaném Côtière. 